# Валиев, Чермен Ахсарбекович
Чермен Ахсарбекович Валиев (род. 10 декабря 1998, Северная Осетия) — албанский и российский борец вольного стиля, бронзовый призёр летних Олимпийских игр 2024 года (первый призёр Олимпийских игр в истории Албании), чемпион Европы 2025 года, чемпион Европы среди юниоров, чемпион и призёр первенств мира среди молодёжи, победитель и призёр всероссийских и международных турниров, чемпион и призёр чемпионатов России, мастер спорта России международного класса (2019).
Выступал в весовых категориях до 70 и 74 кг. Его наставником является Кахабер Дзукаев. Бывший член сборной команды России по борьбе. В начале февраля 2024 года стало известно, что Валиев сменил спортивное гражданство на албанское и был внесён этой страной в заявку на чемпионат Европы.
На Олимпийских играх 2024 года завоевал бронзу в категории до 74 кг и принёс Албании первую в истории олимпийскую медаль во всех видах спорта.
В апреле 2025 года на чемпионате Европы в Братиславе в весовой категории до 74 кг завоевал золотую медаль. В финальной схватке одолел соперника из России Заурбека Сидакова. В ходе награждения президент Федерации борьбы России Михаил Мамиашвили назвал Валиева предателем из-за смены спортивного гражданства и в грубой форме надел медаль ему на шею.

## Спортивные результаты
- Гран-при Ивана Ярыгина 2017 года — ;
- Турнир Дмитрия Коркина 2017 года — ;
- Турнир Владимира Семёнова 2018 года — ;
- Первенство Европы среди юниоров 2018 года — ;
- Мемориал Али Алиева 2019 года — ;
- Кубок президента Бурятии 2019 года — ;
- Первенство мира среди молодёжи 2019 года — ;
- Турнир «Аланы» 2019 года — ;
- Чемпионат России по вольной борьбе 2019 года — ;
- Чемпионат России по вольной борьбе 2020 года — ;
- Чемпионат России по вольной борьбе 2021 года — ;
- Чемпионат мира по борьбе среди спортсменов до 23 лет 2021 года — ;
- Гран-при Ивана Ярыгина 2022 года — ;
- Чемпионат России по вольной борьбе 2021 года — ;
- Чемпионат России по вольной борьбе 2022 года — ;
- Кубок памяти Ивана Ярыгина 2023 — ;
- Чемпионат России по вольной борьбе 2023 года — ;